# Blå Flagg

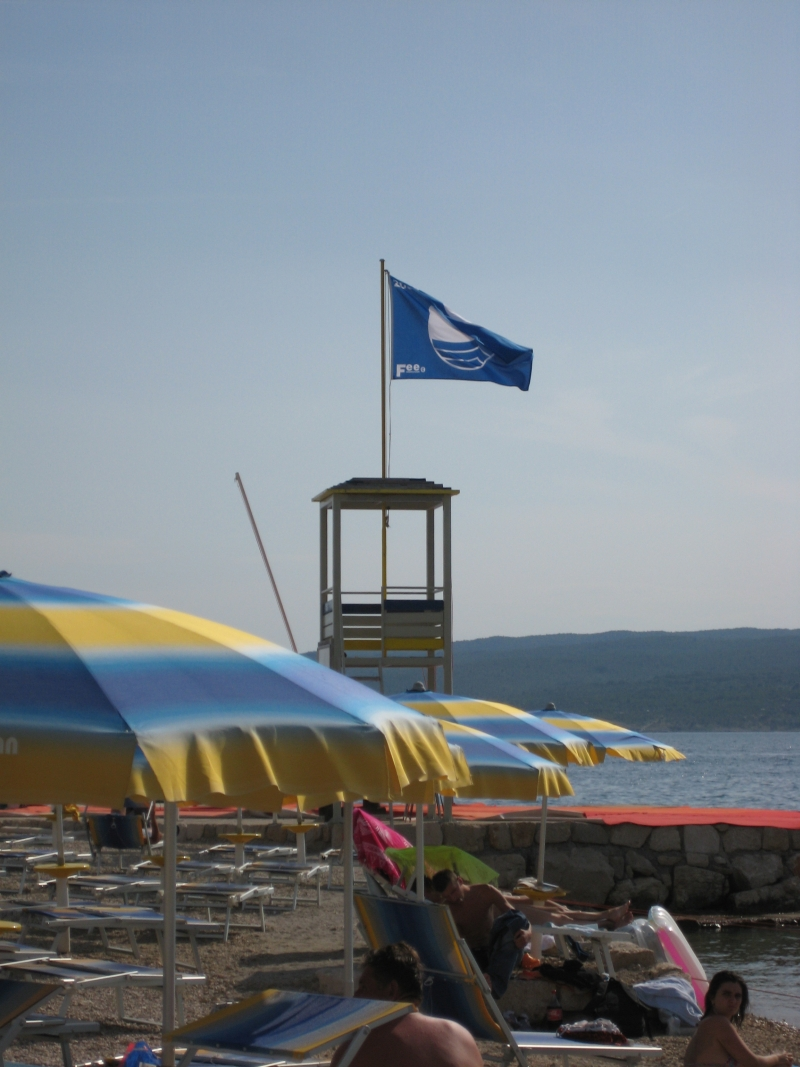
Badplats i Kroatien med Blå Flagg.

Blå Flagg är en internationell miljöutmärkelse som beviljas badplatser och småbåtshamnar som uppfyller vissa kriterier som rör vattenkvalitet, säkerhet, service och miljöinformation. Blå flagg grundades 1985 av miljöförespråkare i Frankrike. Under det Europeiska miljövårdsåret 1987 etablerades Blå Flagg på flera håll i Europa. Idag leder organisationen Foundation for Environmental Education arbetet. Håll Sverige Rent har varit samordnare för Blå Flagg i Sverige 1994–2012, men därefter har Blå Flagg drivits av organisationen Blå Flagg Sverige.

## Kvalitetsutmärkelse
För att få utmärkelsen måste vissa krav på vattenkvalitet, säkerhet, service och miljöinformation uppfyllas. Uppfylls inte kraven vid en stickprovskontroll, så kan flaggan halas. Utmärkelsen måste sökas på nytt varje år.

## Symbol
Badplatser och hamnar med Blå Flagg får hissa en blå flagga, med blå vågor inne i en vit cirkel, som symboliserar de flaskposter man i början använde för att kartlägga varifrån skräpet kom.

## Blå Flagg i Sverige
Småbåtshamnen i Simrishamn fick som första hamn Blå Flagg 1994. År 1995 fick badstranden i Tylösand flaggan som första badstrand.